# Eidsberg Station
Eidsberg Station (Eidsberg stasjon) er en norsk jernbanestation på Indre Østfoldbanen (Østfoldbanens østre linje) i Eidsberg. Stationen består af et spor og en perron med en tidligere stationsbygning i gulmalet træ. Stationen ligger 152,8 m.o.h., 68,6 km fra Oslo S. Den er stoppested på NSB's linje Rakkestad/Mysen-Skøyen.
Stationen åbnede sammen med Indre Østfoldbanen 24. november 1882. Den blev nedgraderet til trinbræt 1. januar 1989. Stationsbygningen blev opført til åbningen i 1882 efter tegninger af Balthazar Lange.